# Oorlogsmonument Politiek Gevangenenplein

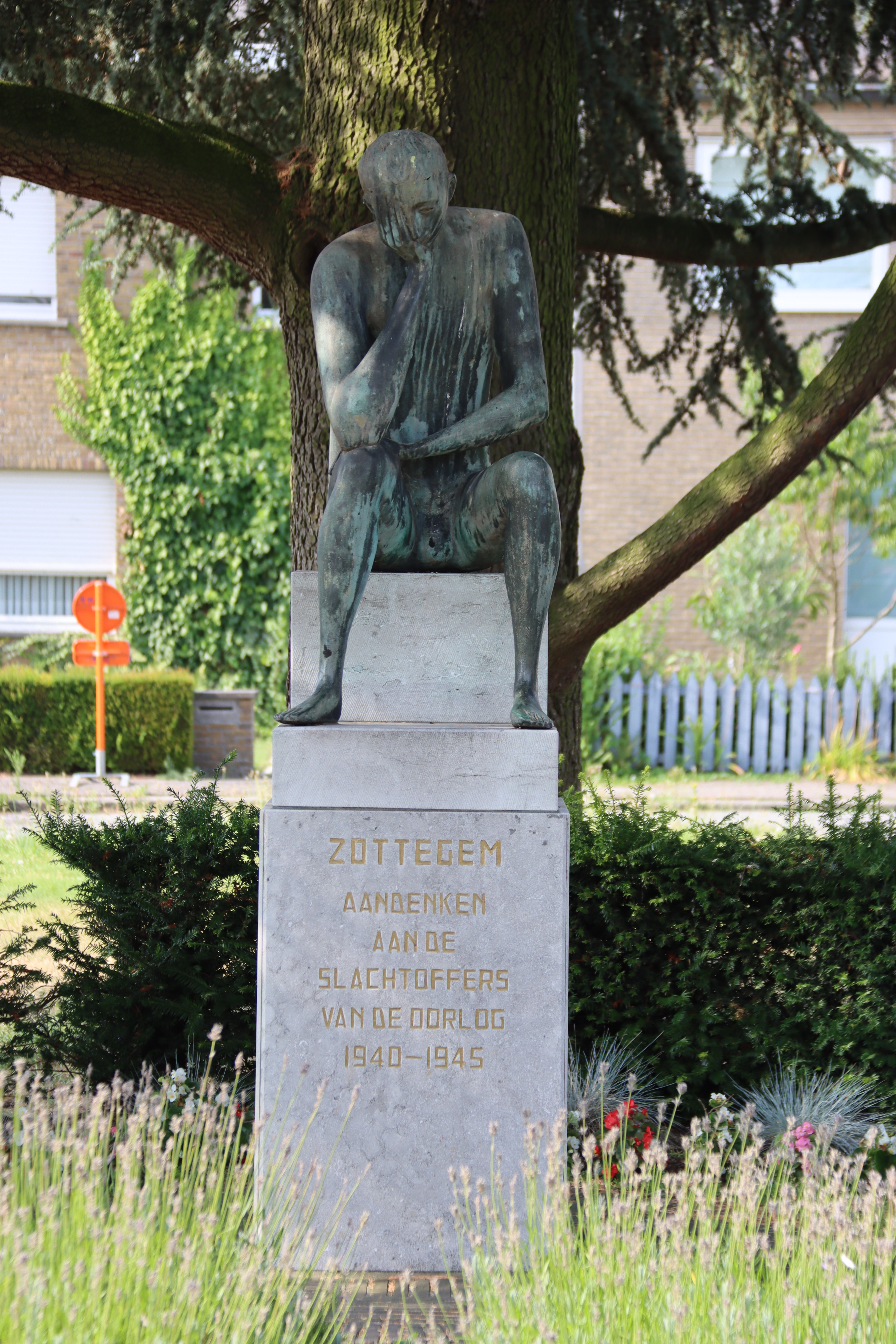
Oorlogsmonument, Politiek Gevangenenplein Zottegem

Het Oorlogsmonument op het Politiek Gevangenenplein is een monument voor de slachtoffers van de Tweede Wereldoorlog in het Belgische Zottegem, in de wijk Bevegem.
De vraag aan het gemeentebestuur naar een monument kwam in 1947 van de "Bond der Politieke Gevangenen en Agenten der Geheime Diensten Afdeeling Sottegem" aan het gemeentebestuur. Op 18 juni 1962 besliste het Zottegemse gemeentebestuur "tot het oprichten van een monument ter nagedachtenis van de slachtoffers van de oorlog 1940/45, gesneuvelde militairen, in ballingschap omgekomen politieke gevangenen, leden van de weerstand en andere". Beeldhouwer Maurits Witdouck uit Lovendegem maakte het monument. Het monument werd ingehuldigd op dinsdag 21 juli 1964. 
Op de sokkel van het monument luidt de tekst als volgt:
Zottegem - aandenken aan de slachtoffers van de oorlog 1940-1945
Politieke Gevangenen - Bogaert Firmin (†8.4.1945), Ceuterick Werner (†16.4.1945), De Moor Adrien (†22.1.1945), Florin Albert (†24.2.1945), Keymeulen August (†9.3.1945) 97, Lefèvre Leon (†15.1.1945), Lootens Jules (†7.12.1945) 98, Otte Georges (†14.5.1945), Segers Albert (†3.5.1945), Sonck Albert (†24.2.1945), Stautemas Gaston (†28.3.1945)

Militairen - Cornelis Victor (†12.3.1940), De Backer Polidoor (†29.4.1946), Van De Casteele Theofiel †26.5.1940), Van Der Bracht Urbain (†18.5.1940),
Riviere Werner (†15.6.1943)
Andere slachtoffers - De Clercq René (†3.9.1944), De Rouck Marie (†5.8.1944), Moreels Jozef (†28.8.1944), Plasschaert Lucien (†28.4.1945), Steurbaut Louis (†21.9.1944)99, Van Paemel Richard (†11.9.1944), Van Der Sijpt Albert (†25.4.1945)
Jaarlijks worden op 8 mei (V-dag) bij het monument de oorlogsslachtoffers herdacht. In 2025 werd aan het monument een gedenkplaat voor Charles Claser onthuld.